# Přílepy (district de Kroměříž)
Pour les articles homonymes, voir Přílepy.
Přílepy (en allemand : Pschilep, précédemment : Przilep) est une commune du district de Kroměříž, dans la région de Zlín, en République tchèque. Sa population s'élevait à 1 001 habitants en 2025.

## Géographie
Přílepy se trouve à 3 km au sud-est du centre de Holešov, à 16 km au nord-nord-ouest de Zlín, à 17 km à l'est-nord-est de Kroměříž et à 244 km à l'est-sud-est de Prague.
La commune est limitée par Holešov à l'ouest et au nord-ouest, par Lukoveček au nord et à l'est, par Martinice au sud.

## Histoire
La première mention écrite du village date de 1272.

## Transports
Par la route, Přílepy se trouve à 4 km de Holešov, à 15 km de Zlín, à 21 km de Kroměříž, à 83 km de Brno et à 289 km de Prague.

## Source
- (cs) Cet article est partiellement ou en totalité issu de l’article de Wikipédia en tchèque intitulé « Přílepy » (voir la liste des auteurs).